# ستانلي سامبسون
ستانلي سامبسون هو لاعب هوكي الجليد كندي، ولد في 23 أكتوبر 1915، وتوفي في 8 أغسطس 2011.